# Branislaw Tarachkievitch
Branislaw Adamavitch Tarachkievitch (en biélorusse : Браніслаў Адамавіч Тарашкевіч (Branislaŭ Adamavič Taraškievič) ; en russe : Бронислав Адамович Тарашкевич (Bronislav Adamovitch Tarachkevitch) ; en lituanien : Bronislavas Taraškevičius ; en polonais : Bronisław Adamowicz Taraszkiewicz), né le 20 janvier 1892 dans le gouvernement de Vilna et mort fusillé le 29 novembre 1938 à Minsk, est un linguiste et homme politique biélorusse.

## Biographie
Il crée au début du XXe siècle l'orthographe classique biélorusse, première norme orthographique de la langue biélorusse moderne. Cette orthographe est par la suite russifiée par les autorités soviétiques, mais la norme pré-soviétique de Tarachkievitch reste en usage chez les intellectuels et dans la diaspora biélorusse, où elle est surnommée tarachkievitsa en l'honneur de son créateur.
Outre ses activités de linguiste et d'homme de lettres (il traduit notamment en biélorusse le célèbre poème polonais Messire Thadée d'Adam Mickiewicz), Tarachkievitch s'investit dans la vie politique de la deuxième république de Pologne, où il est député à la Diète de 1922 à 1927. Membre du parti communiste de Biélorussie occidentale (en), un parti politique clandestin prônant le rattachement de la Biélorussie occidentale (alors territoire polonais) à la république socialiste soviétique de Biélorussie, il est emprisonné par les autorités polonaises pendant deux ans (1928-1930).
En 1933, il est exilé en Union soviétique dans le cadre d'un échange de prisonniers polono-soviétique, qui permet à la Pologne de récupérer le journaliste et metteur en scène biélorusse Frantsichak Aliakhnovitch (en), détenu dans un goulag depuis 1926.
Victime des Grandes Purges, il est exécuté à Minsk en 1938. Il sera réhabilité en 1957.